# 타가스테의 알리피우스
타가스테의 알리피우스(Alypius of Thagaste)는 393년 타가스테의 주교구의 주교였다. 그는 히포의 아우구스티누스의 평생 친구였으며, 그의 개종과 기독교에서의 생활에 함께 했다. 또한 그는 아프리카에 아우구스티누스 수도원을 세우는 일을 도운 공로로 인정받고 있다. 그에 대해 알려진 대부분은 아우구스티누스의 자서전인 고백록에서 나온다.